# 尚讓
尚讓（?—?），黃巢起义軍的第二號人物。
尚君長之弟，唐僖宗乾符二年（875年）隨王仙芝起義。乾符三年（876年）十月屯兵嵖岈山（今河南遂平西），與黃巢會合，共保嵖岈山，隨仙芝轉戰南方。五年二月王仙芝在黃梅（今湖北黄梅县西北）覆滅後，尚讓率餘部投奔黃巢，推黃巢為王。
廣明元年（880年）十二月，黃巢打下長安，尚讓宣稱：“黃王起兵，本為百姓，非如李氏不愛汝曹。汝曹但安居無恐！”後任太尉兼中書令。中和元年（881年）三月，尚讓與林言等率眾五萬攻鳳翔，為鄭畋、唐弘夫等所敗，遁歸長安。中和三年（883年）二月，尚讓與李克用戰於梁田陂（今陝西渭南東），又損失數萬人。撤出關中后，屯太康（今屬河南）。中和四年（884年）五月，李克用于王滿渡（今河南中牟北）击溃黃巢，尚讓率萬餘人投降武寧節度使時溥，後隨唐將領李師悅追擊黃巢至狼虎谷。黃巢亡後，為時溥所殺，妻劉氏入妓室。